# 米科任湖
52°20′55″N 18°18′12″E / 52.34861°N 18.30333°E

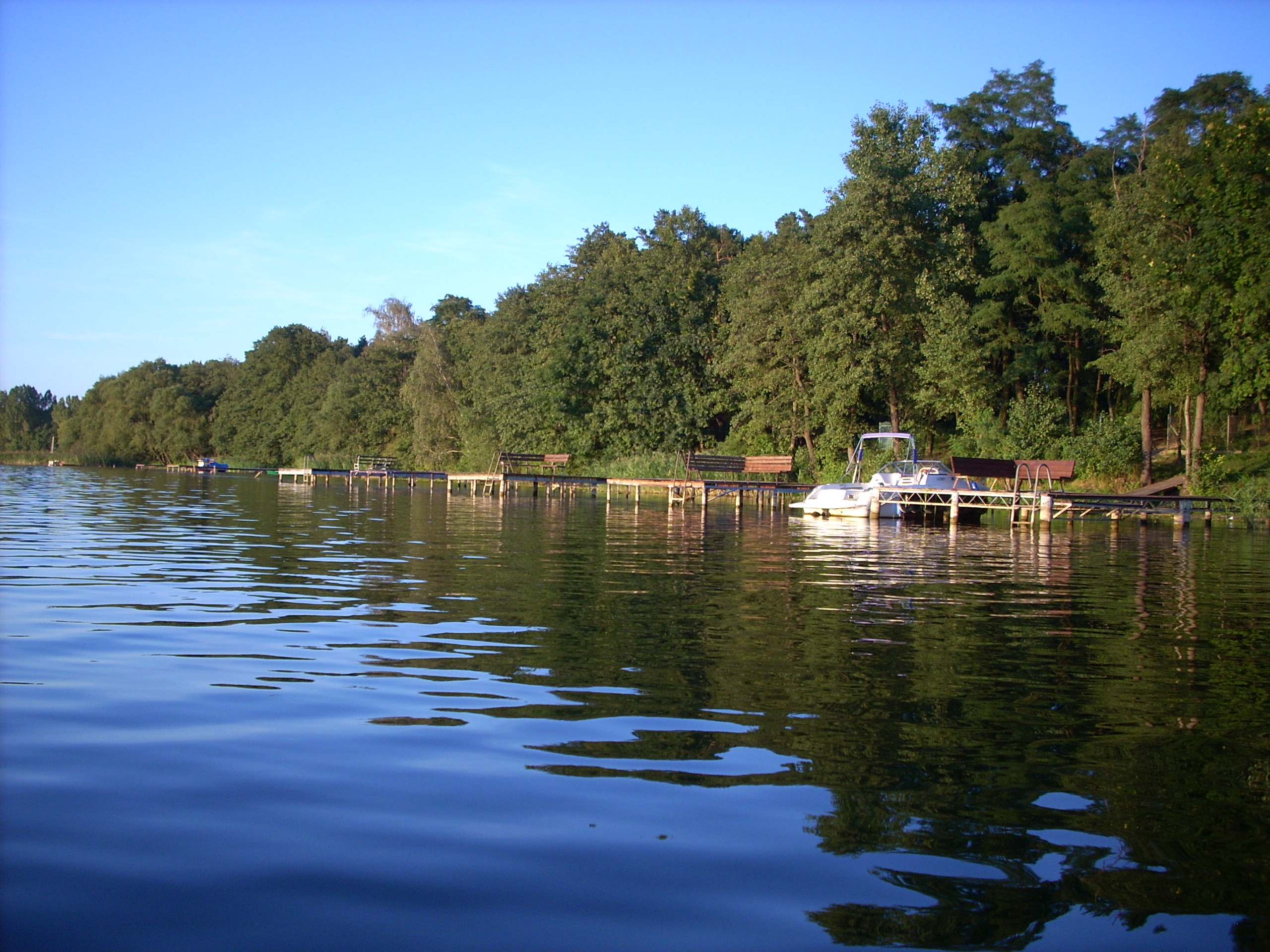

米科任湖（波兰语：Jezioro Mikorzyńskie）是波蘭的湖泊，位於該國中西部大波蘭省，處於科寧縣，長6.6公里、寬1.0公里，面積2.5平方公里，平均水深11.5米，最大水深36.5米，該湖有歐鯿、歐白魚、河鱸、白梭吻鱸、湖擬鯉、梅花鱸、三刺魚、丁鱥、歐洲鰻鱺等魚類棲息。